# Томас Ґіллеспі (веслувальник)
Томас Ґіллеспі (англ. Thomas Gillespie, 14 грудня 1892 — 18 жовтня 1914) — британський академічний веслувальник.
Срібний призер Олімпійських Ігор 1912 року в складі вісімки.